# Пухманга
Пухманга — река в России, протекает в Харовском районе Вологодской области. Устье реки находится в 86 км по левому берегу реки Кубена. Длина реки составляет 13 км.
Исток Пухманги находится в болотах в 5 км к югу от Харовска. Река течёт на северо-запад, крупных притоков не имеет. В среднем течении протекает через южную часть Харовска около ж/д станции Харовская. Впадет в Кубену чуть ниже города, в районе устья на берегах реки стоят деревни Харовского сельского поселения Перепечино, Сидорово и Кузовлево.

## Данные водного реестра
По данным государственного водного реестра России относится к Двинско-Печорскому бассейновому округу, водохозяйственный участок реки — озеро Кубенское и реки Сухона от истока до Кубенского гидроузла, речной подбассейн реки — Сухона. Речной бассейн реки — Северная Двина.
По данным геоинформационной системы водохозяйственного районирования территории РФ, подготовленной Федеральным агентством водных ресурсов:
- Код водного объекта в государственном водном реестре — 03020100112103000006105
- Код по гидрологической изученности (ГИ) — 103000610
- Код бассейна — 03.02.01.001
- Номер тома по ГИ — 03
- Выпуск по ГИ — 0